# Маресевский сельсовет (Починковский район)
Маресевский сельсовет — сельское поселение в Починковском районе Нижегородской области Российской Федерации.
Административный центр — село Маресево.

## История
Статус и границы сельского поселения установлены Законом Нижегородской области от 18 августа 2005 года № 117-З «Об утверждении границ, состава территории Починковского муниципального района, границ и состава территорий муниципальных образований, входящих в состав Починковского муниципального района»

## Население
| 2002 | 2010 | 2012 | 2013 | 2014 | 2015 | 2016 |
| ---- | ---- | ---- | ---- | ---- | ---- | ---- |
| 1060 | ↘878 | ↘865 | ↘859 | ↘854 | ↘833 | ↘829 |
| 2017 | 2018 | 2019 | 2020 |      |      |      |
| ↘801 | ↘782 | ↘759 | ↘744 |      |      |      |

## Состав сельского поселения
| № | Населённый пункт | Тип населённого пункта       | Население |
| - | ---------------- | ---------------------------- | --------- |
| 1 | Дивеев Усад      | село                         | ↘324      |
| 2 | Маресево         | село, административный центр | ↘428      |
| 3 | Наталинка        | деревня                      | ↘35       |
| 4 | Рудня            | деревня                      | ↘72       |
| 5 | Старина          | посёлок                      | ↘17       |
| 6 | Ясная Поляна     | посёлок                      | ↘2        |